# Columna de Pompeyo

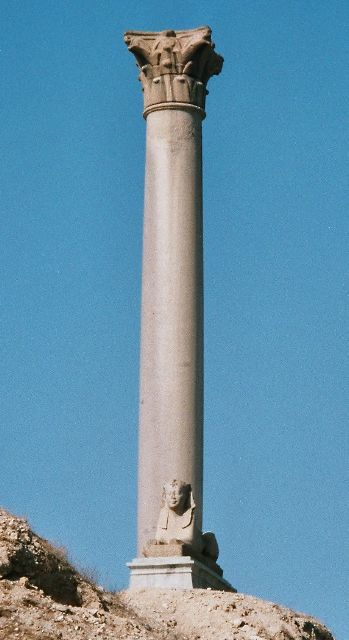
Columna de Pompeyo.

La Columna de Pompeyo está situada en el parque arqueológico de la ciudad de Alejandría (Egipto), en el lugar donde se hallaba en la Antigüedad el templo del Serapeo. Es una columna hecha de granito rojo de Asuán, y es la mayor de este tipo construida fuera de las capitales imperiales de Roma y Constantinopla.

## Dimensiones
Las medidas de su eje son 20,46 m de altura, con un diámetro de 2,71 m en su base. El peso de la pieza de granito rojo de Asuán se estima en 285 t.
Incluyendo su base y su capitel, la columna alcanza los 26,85 m de altura. Otros autores indican unas dimensiones ligeramente diferentes

## Origen
El nombre dado a la columna se debe a que los cruzados creyeron que señalaba el lugar donde había sido enterrado Pompeyo, asesinado en el año 48 a. C. por el hermano y esposo de la célebre Cleopatra, Ptolomeo XIII, quien presentó la cabeza de Pompeyo a César como un gran triunfo.
Otra tradición quiere que esta columna sea la única superviviente de las 400 de un pórtico de la biblioteca de Alejandría.
También se ha supuesto que fue construida en honor del emperador Diocleciano (245-313), para celebrar su gran victoria en el año 296 sobre el general Aquileo, que un año antes se había proclamado emperador de Egipto. Tal teoría se funda en una inscripción que se encuentra en su basa:
Se erigió este monumento para el emperador justo, dios de Alejandría, Diocleciano
y al invencible "Póstumo" gobernador de Egipto
No obstante, los investigadores del siglo XIX demostraron que el fuste es en realidad el de la Columna de Serapis, que procede de las ruinas del Serapeum de Alejandría, destruido en el 391, mucho después del reinado de Diocleciano. La columna tiene un basamento hecho con fragmentos que proceden de otros monumentos: se aprecian restos de jeroglíficos con los nombres de Seti I y de un faraón de la dinastía saíta. Esta mezcla de elementos reutilizados explicaría la inscripción diocleciana, que procedería también de otro monumento.
Botti, sitúa la erección de la actual columna en torno al reinado del emperador Arcadio (395-408).